# Mamoru Ošii
Mamoru Ošii (押井守 Ošii Mamoru; * 8. srpna 1951 v Tokiu) je japonský scenárista a režisér anime i hraných filmů. V současnosti žije v Atami (prefektura Šizuoka) se svými dvěma psy – Gabrielem a Danielem (oba jsou ve filmu Tačiguiši-recuden).

## Výběr tvorby

### Anime filmy
- Urusei jacura 1: Only You (1983)
- Urusei jacura 2: Beautiful Dreamer (1984)
- Tenši no tamago (1985)
- Patlabor the Movie (1989)
- Maroko (1990) – editovaná filmová verze Gosenzo-sama banbanzai! (1989–90)
- Patlabor 2: The Movie (1993)
- Ghost in the Shell (1995)
- Ghost in the Shell 2: Innocence (2004)
- Tačiguiši-recuden (2006)

### Krátké anime filmy
- Mobile Police Patlabor Minimum: Minipato (2002) – tři krátké příběhy

### Hrané filmy
- Akai megane (1987)
- Kerberos: Džigoku no banken (1991)
- Talking Head (1992)
- Smrtící Avalon (2001)